# Palais D'Anna Viaro Martinengo Volpi di Misurata
Le palais D'Anna Viaro Martinengo Volpi di Misurata, également connu sous le nom de palais Talenti D'Anna Volpi, est un palais de la Renaissance à Venise, en Italie, situé dans le quartier de San Marco, surplombant le côté gauche du Grand Canal, entre le Palais Tron et la Casa Marinoni et en face du Palais Donà a Sant'Aponal,.

## Histoire
Le palais a eu de nombreux propriétaires au cours de son histoire, d'où son nom en plusieurs parties. Construit au début du XVIe siècle par la famille Talenti, le palais fut bientôt vendu au riche marchand flamand Martino D'Anna (van Haanen). Au milieu du XVIIe siècle, les propriétaires suivants, les Viaro, une ancienne et noble famille vénitienne, agrandirent la structure. Au XVIIIe siècle, l'édifice changea à nouveau de mains, hérité d'abord par les patriciens vénitiens Foscarini et plus tard par les comtes Martinengo d'origine brescienne. Au XIXe siècle, le palais devint la propriété du comte Giovanni Conti qui fit du bâtiment une maison de retraite après sa mort. En 1917, l'entrepreneur Giuseppe Volpi en devient propriétaire et, depuis 1925, reçoit le titre de comte de Misurata. Le palais appartient toujours à la famille Volpi.

## Architecture
À première vue, la façade du bâtiment semble être divisée en quatre sections verticales avec deux typologies structurelles alternées, mais, en y regardant de plus près, on remarque que la section la plus à gauche a été ajoutée au bâtiment existant à une date ultérieure,,.
Le palais d'origine est construit dans un style Renaissance commun à de nombreux autres bâtiments de la ville lagunaire. Le rez-de-chaussée revêtu de pierre dispose d'un portail d'eau central, le niveau de la mezzanine étant beaucoup plus élevé que la norme. La structure se développe ensuite en un seul étage noble avec un balcon. Les parties latérales ont une paire de fenêtres du même style avec également des balcons. Les murs de l'étage noble sont décorés d'armoiries en bas-relief. L'étage noble et l'attique sont séparés par une corniche à bandeau et une large bande de plâtre qui comportait à l'origine des fresques du Pordenone, aujourd'hui totalement disparues. On dit qu'en 1529 Michel-Ange était venu à Venise pour admirer et étudier ces fresques.
La partie la plus à gauche ajoutée du bâtiment imite presque complètement la partie centrale du bâtiment, à l'exception de la présence de deux portails d'eau et de seulement deux fenêtres au niveau de l'attique avec un grand mascaron entre elles.
Les intérieurs de l'étage noble sont opulents grâce à la présence de meubles et de tableaux d'époque. L'étage est accessible par le grand escalier menant du hall d'entrée au rez-de-chaussée au portego de l'étage principal. Le plafond de la grande salle de bal a été décoré de fresques par le peintre Ettore Tito. Sa frise contient les noms des batailles victorieuses de l'armée italienne en Tripolitaine pendant la guerre d'Afrique, en référence au gouvernorat de Volpi là-bas entre 1921 et 1925.